# USS Harry S. Truman (CVN-75)
USS Harry S. Truman (CVN-75) – amerykański lotniskowiec z napędem atomowym, ósmy okręt typu Nimitz.
Zwodowany  7 września 1996 roku w stoczni Newport News, został przyjęty do służby w marynarce amerykańskiej 25 lipca 1998 roku. Portem macierzystym okrętu jest Naval Station Norfolk w Norfolk w stanie Wirginia. Okręt o długości całkowitej 332,93 metra ma 103 877 ton wyporności pełnej.  Energię dla okrętu zapewniają dwie siłownie jądrowe z reaktorami PWR, zasilające między innymi cztery turbiny parowe napędzające cztery śruby. Układ napędowy zapewnia jednostce możliwość rejsu z prędkością stałą przekraczającą 30 węzłów, przy teoretycznie nieograniczonym zasięgu. Załoga okrętu składa się z 3200 osób, w tym 160 oficerów i 3040 marynarzy, zaś w skład personelu skrzydła lotniczego okrętu wchodzi 1865 pilotów i obsługi technicznej około 65 statków powietrznych. Okręt wyposażony jest w dwie wyrzutnie rakietowe pocisków NATO Sea Sparrow, dwie wyrzutnie Rolling Airframe Missile oraz dwa wielolufowe działa CIWS.
USS „Harry S. Truman” (CVN-75) otrzymał pierwotnie nazwę „United States” odziedziczoną po pierwszej z sześciu fregat, których budowa została zatwierdzona przez Kongres w 1794 roku, jednak 2 lutego 1995 roku nazwa lotniskowca została zmieniona na cześć 33. prezydenta Stanów Zjednoczonych.
Od 2022 roku, z powodu inwazji Rosji na Ukrainę, operuje na Morzu Śródziemnym i Adriatyku.